# 小眼兔脂鯉
小眼兔脂鯉，為輻鰭魚綱脂鯉目脂鯉亞目上口脂鯉科的其中一個種，分布於南美洲巴拉那河流域，體長可達11.8公分，棲息在植物生長茂密的水域，生活習性不明。